# Вршац лавови
Лавови Вршац су клуб америчког фудбала из Вршца у Србији. Основани су 2005. године и своје утакмице играју на Градском стадиону у Вршцу. Такмиче се тренутно у Првој лиги Србији, другом рангу такмичења - Група Север.